# Степовка (Черкасская область)
Степо́вка (укр. Степівка) — село в Уманском районе Черкасской области Украины.
Население по переписи 2001 года составляло 404 человека. Почтовый индекс — 19152. Телефонный код — 4746.

## История
В 1946 году указом ПВС УССР село Конельская Цибермановка переименовано в Степовку.

## Известные уроженцы
- Гнучий, Пантелеймон Афанасьевич — Герой Советского Союза.

## Местный совет
19152, Черкасская обл., Монастырищенский р-н, с. Степовка, ул. Ленина, 8